# حمدی الشیخ
حمدی الشیخ (انگلیسی: Cheikh Hamidi؛ زادهٔ ۶ آوریل ۱۹۸۳) بازیکن فوتبال اهل الجزایر است.
از باشگاه‌هایی که در آن بازی کرده‌است می‌توان به باشگاه فوتبال اتحاد الجزایر و باشگاه فوتبال المپیک شلف اشاره کرد.
وی همچنین در  تیم ملی فوتبال الجزایر بازی کرده‌است.